# Děčín
Děčín (cs; alemany: Tetschen) és una ciutat de la regió d'Ústí nad Labem de la República Txeca. Té uns 47.000 habitants. És el setè municipi més gran del país per superfície. Děčín és un important nus de trànsit.

## Divisió administrativa
Děčín consta de 35 parts municipals (població entre parèntesis segons el cens de 2021):

## Etimologia
El nom deriva del nom personal eslau Děk.

## Geografia
Děčín es troba a uns  18 km  al nord-est d’Ústí nad Labem i  40 km  al sud-est de Dresden. El territori municipal limita amb Alemanya al nord. Amb una superfície de  117.70 km², Děčín és el setè municipi més gran del país per àrea. Es troba a la zona de transició entre les muntanyes de gres de l'Elba al nord i les terres altes de Bohèmia Central al sud. El punt més alt és una corba de nivell als vessants de Děčínský Sněžník a  702 m  sobre el nivell del mar.
La ciutat pròpiament dita es troba a la confluència dels rius Elba i Ploučnice. La major part de la superfície construïda es troba a la vall del riu amb una cota de 135 m , cosa que la converteix en la ciutat més baixa del país. Tota l'àrea de la ciutat s'inclou en zones paisatgístiques protegides České středohoří i Labské pískovce.

## Història

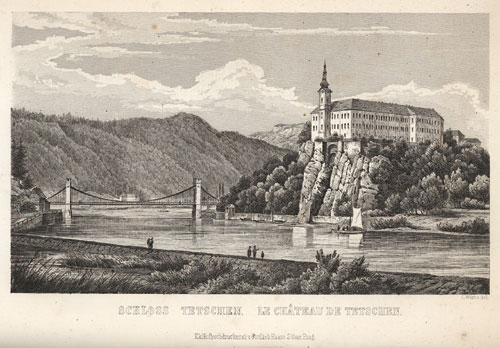
Castell de Děčín, 1855

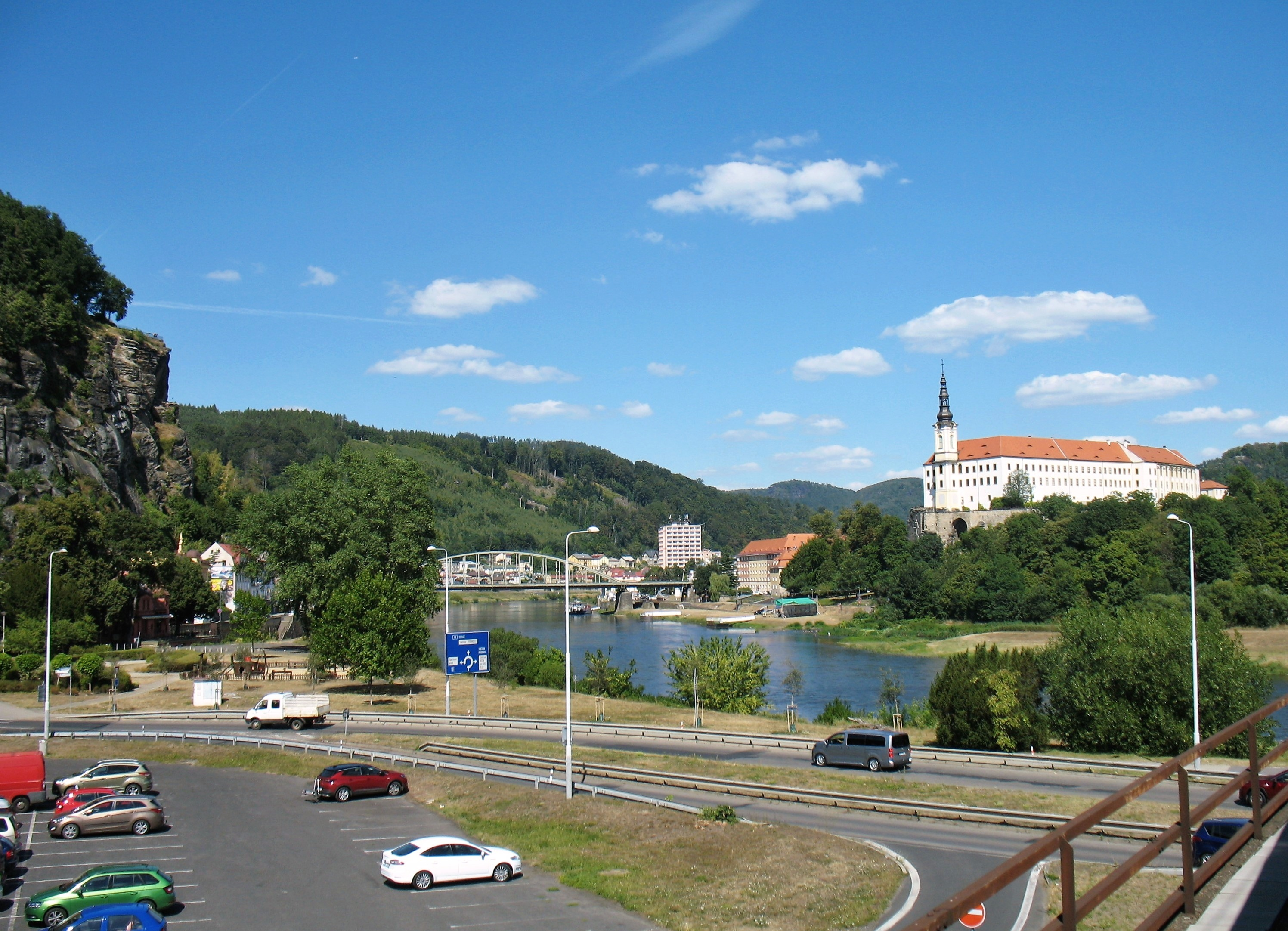
Castell de Děčín sobre el riu Elba

Segons les troballes arqueològiques, l'assentament de la zona va començar a l’època de La Tène. El poblament eslau es pot documentar des del segle VII. La primera menció escrita de Děčín és de l'any 993, quan existia la província de Děčín i se suposa que Děčín n'era el centre administratiu. Děčín es va fundar al gual de l'Elba als llocs on conduïa la ruta comercial. Els ducs Premislida de Bohèmia van fer construir un gord per protegir la via fluvial. El gord va ser substituït per un castell de pedra a la primera meitat del segle XIII. A la segona meitat del segle XIII, el rei Ottokar II va fundar una nova ciutat reial sota el castell.
Els senyors de Wartenberg van adquirir Děčín el 1305. Van fer de la ciutat la seva seu familiar, però la van haver de vendre per deutes. De 1511 a 1515, la finca va ser propietat de Mikuláš Trčka de Lípa, que després la va vendre a la família Salhausen. L'any 1534, els cavallers de Bünau van comprar la finca. Havien reconstruït una part del castell en una confortable residència renaixentista. Durant el seu govern, la ciutat va experimentar un ràpid desenvolupament. El comerç, el transport a l'Elba i l'artesania van florir. Es van establir pedreres de pedra, una fàbrica de calç i un taller de maons.
Els cavallers de Bünau van introduir el protestantisme a la regió, però la creença protestant va ser suprimida pels reis  Habsburg en el transcurs de la Contrareforma, i els Bünaus van ser expulsats a la Batalla de la Muntanya Blanca de 1620. El 1628, van vendre la finca a la família Thun und Hohenstein. Aquesta família va ser propietària de Děčín fins al 1918. La ciutat va patir durant la Guerra dels Trenta Anys. El 1631 fou ocupada pels saxons i el 1639 i 1648 fou conquerida per l’exèrcit suec. Com a resultat de la guerra, Děčín es va convertir en una petita ciutat insignificant.
L'any 1768 es va descobrir una font d'aigua mineral al poble proper de Horní Žleb (avui part de Děčín). El comte Johann Joseph Thun va fundar aquí un petit balneari el 1777. El balneari va prosperar i la família Thun va construir una infraestructura addicional. A causa del desenvolupament de la indústria i del trànsit, que va portar soroll a la zona, el balneari va començar a decaure, i l'any 1906 els Thun el van vendre. L'any 1922, el balneari va ser tancat definitivament.
Un nou desenvolupament de Děčín va tenir lloc al segle xviii. El major impuls per al desenvolupament de la indústria va ser la construcció d'un ferrocarril de Praga a Dresden el 1851. Děčín a la riba esquerra de l'Elba i el poble de Podmokly (alemany: Bodenbach) al marge dret es va convertir en un important centre de transport. El creixement de la indústria va provocar la construcció d'apartaments i una afluència de residents. Entre 1890 i 1914, la població de Podmokly va augmentar a 20.000 habitants. Podmokly va ser ascendit a ciutat el 1901.
Després de la Primera Guerra Mundial, des de 1918, la zona formava part de Txecoslovàquia. Amb l’Acord de Múnic de 1938, ambdues ciutats van ser annexionades per l'Alemanya nazi i incorporades als Sudets del Reichsgau. Sota l'ocupació alemanya, una presó de la Gestapo i un camp de treballs forçats es van localitzar a la ciutat. Després de la guerra, la població d'ètnia alemanya va ser expulsada segons els termes de l’Acord de Potsdam de 1945 i els decrets de Beneš. Ambdues ciutats es van fusionar l'any 1942. Després de 1945, els municipis veïns també es van fusionar amb Děčín.
Děčín va ser molt afectat per la inundació europea de 2002.

## Economia
L'empresa més gran amb seu a Děčín és ČEZ Distribuce, una part del grup ČEZ dedicada a la distribució d'electricitat. Les empreses industrials més grans són Constellium Extrusions Děčín, fabricant de productes d'alumini, i Chart Ferox, fabricant de sistemes d'emmagatzematge de gas.
El turisme és una part important de l'economia de la ciutat. La ciutat es beneficia de la seva ubicació en zones paisatgístiques protegides i de la proximitat del Parc Nacional de la Suïssa Bohèmia .

## Transport
Děčín és una important cruïlla de transport terrestre, ferroviari i aquàtic, situada a prop d'un important pas fronterer txeco-alemany. La ciutat es troba a la intersecció de les carreteres I/13 (de Teplice a Liberec) i I/62 (des d'Ústí nad Labem fins a la frontera txeco-alemanya), que formen part de la ruta europea E442).
L'estació de tren principal de Děčín es troba en una de les línies de ferrocarril txeques més importants, que porta de Praga a Děčín passant per Ústí nad Labem, i continua cap a Dresden, Berlín, Hamburg i Kiel. Altres línies que porten des de o travessen la ciutat són Ústí nad Labem–Liberec, Děčín –Kadaň i Děčín– Rumburk.
Hi ha dos ports fluvials públics.

## Llocs

### Castell de Děčín

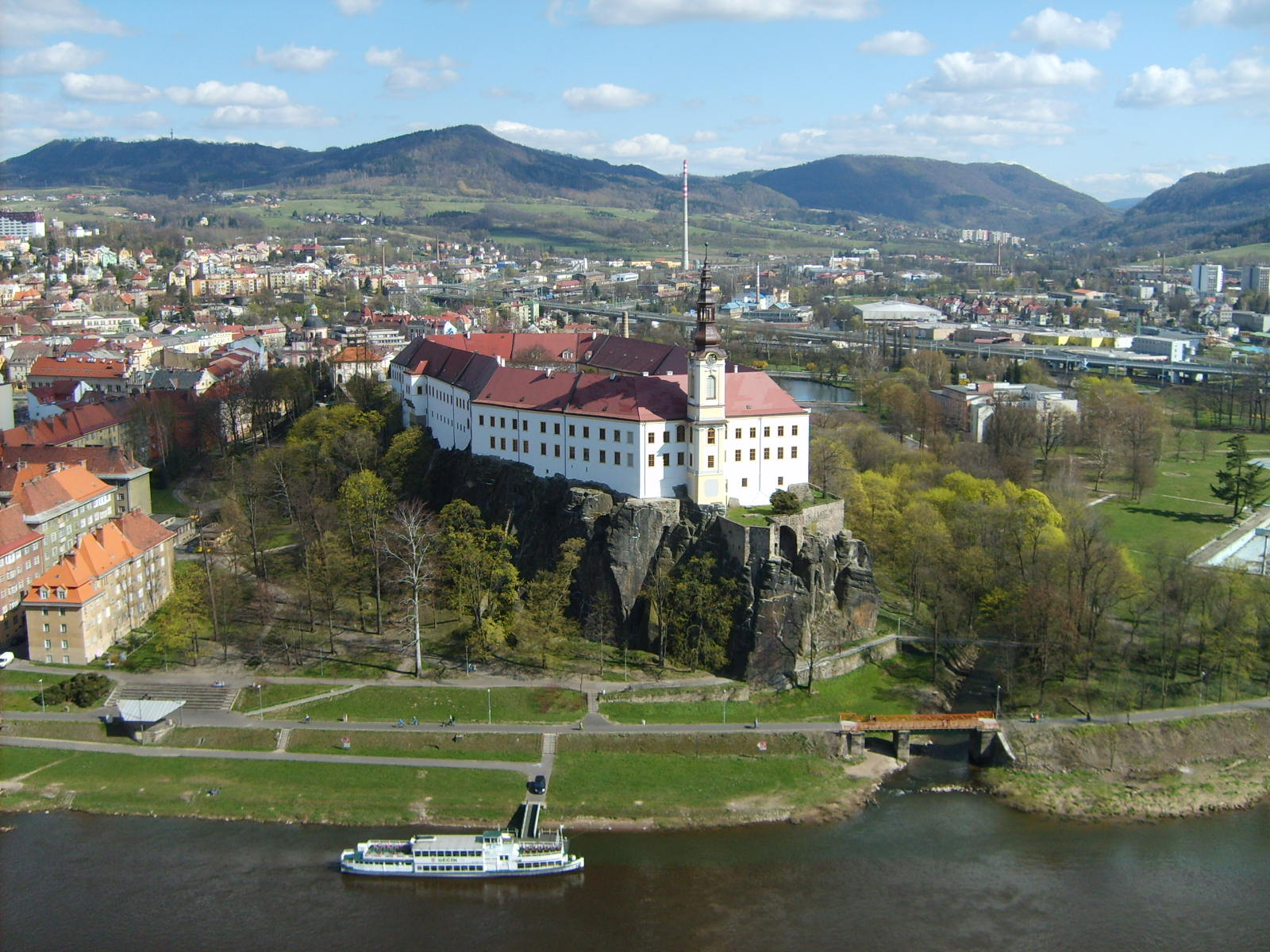
Castell de Děčín

El castell de Děčín és un dels llocs d'interès més populars de la regió. Es troba en un turó prop del centre de la ciutat i té vistes a l'Elba. No més tard del 1128, es va construir com una fortalesa de fusta i es va substituir per un castell reial de pedra al segle XIII. Al segle xvi, es va construir un gran palau renaixentista al lloc, per ser renovat en estil barroc a partir del segle xvii.
Des de 1628, el castell va servir com a centre administratiu de la família Thun und Hohenstein. Van construir una característica inusual del castell: la llarga carretera de parets rectes que hi pujava, coneguda com el Llarg recorregut  ('Dlouhá jízda'). L'última renovació important es va completar l'any 1803. El 1835, Frédéric Chopin va escriure el seu Vals en La bemol major, Op. 34 núm. 1 aquí.
L'any 1932, problemes financers van obligar la família Thun und Hohenstein a vendre el castell a l'estat txecoslovac. Va servir com a caserna de l'exèrcit, després va ser apropiada pels alemanys ocupants com a guarnició militar durant la Segona Guerra Mundial. Finalment, va ser ocupada per les tropes soviètiques, que van envair des de l'est.
L'exèrcit soviètic va marxar el 1991, deixant el castell en estat de mal estat. L'any 2005, el govern va completar la restauració d'una gran part del castell i el va obrir com a museu i lloc per a reunions privades i esdeveniments públics.

### Monuments sagrats

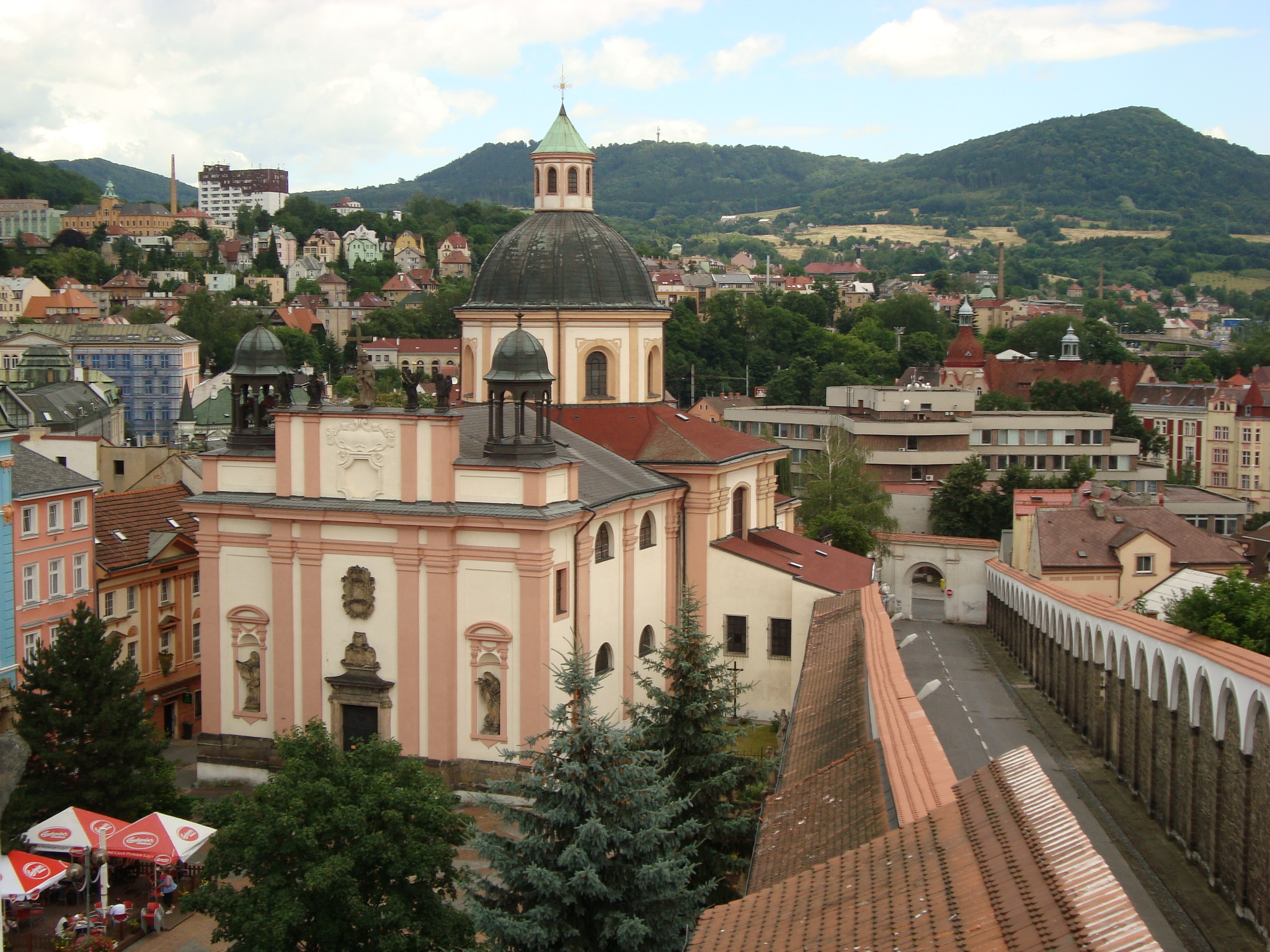
Església de l'Exaltació de la Santa Creu i de la Llarga Cavalcada

L'Església de l'Exaltació de la Santa Creu és un dels monuments més importants de la ciutat. Va ser construït a l'estil barroc primerenc entre 1687 i 1691 per la família Thun und Hohenstein com a església de castell. Un passadís cobert sobre arcades de pilars connecta l'església amb el castell. La capella de la Mare de Déu de les Neus contigua amb l'església pel costat sud.
L'església dels Sants Venceslau i Blai va ser construïda en estil barroc entre 1754 i 1778. Va substituir una església destruïda per un incendi el 1749.
L'església de Sant Francesc d'Assís a Děčín-Podmokly és un edifici neoromànic. Va ser construït el 1856-1858. L'interior va ser pintat per Joseph von Führich.
L'església evangèlica de Děčín-Podmokly es va construir el 1881–1884. És un edifici eclèctic de tres naus.
L'església de Sant Venceslau es troba a Děčín-Rozbělesy. Construït entre 1723 i 1783, va ser dissenyat per Kilian Ignaz Dientzenhofer.
La sinagoga de Děčín-Podmokly es va construir entre 1906 i 1907 amb un estil oriental fals amb elements modernistes. Durant la Segona Guerra Mundial va perdre la seva funció i va servir de magatzem. El 1994, va ser retornat a la comunitat jueva local. Avui l'antiga sinagoga té finalitats culturals i socials.

### Ponts

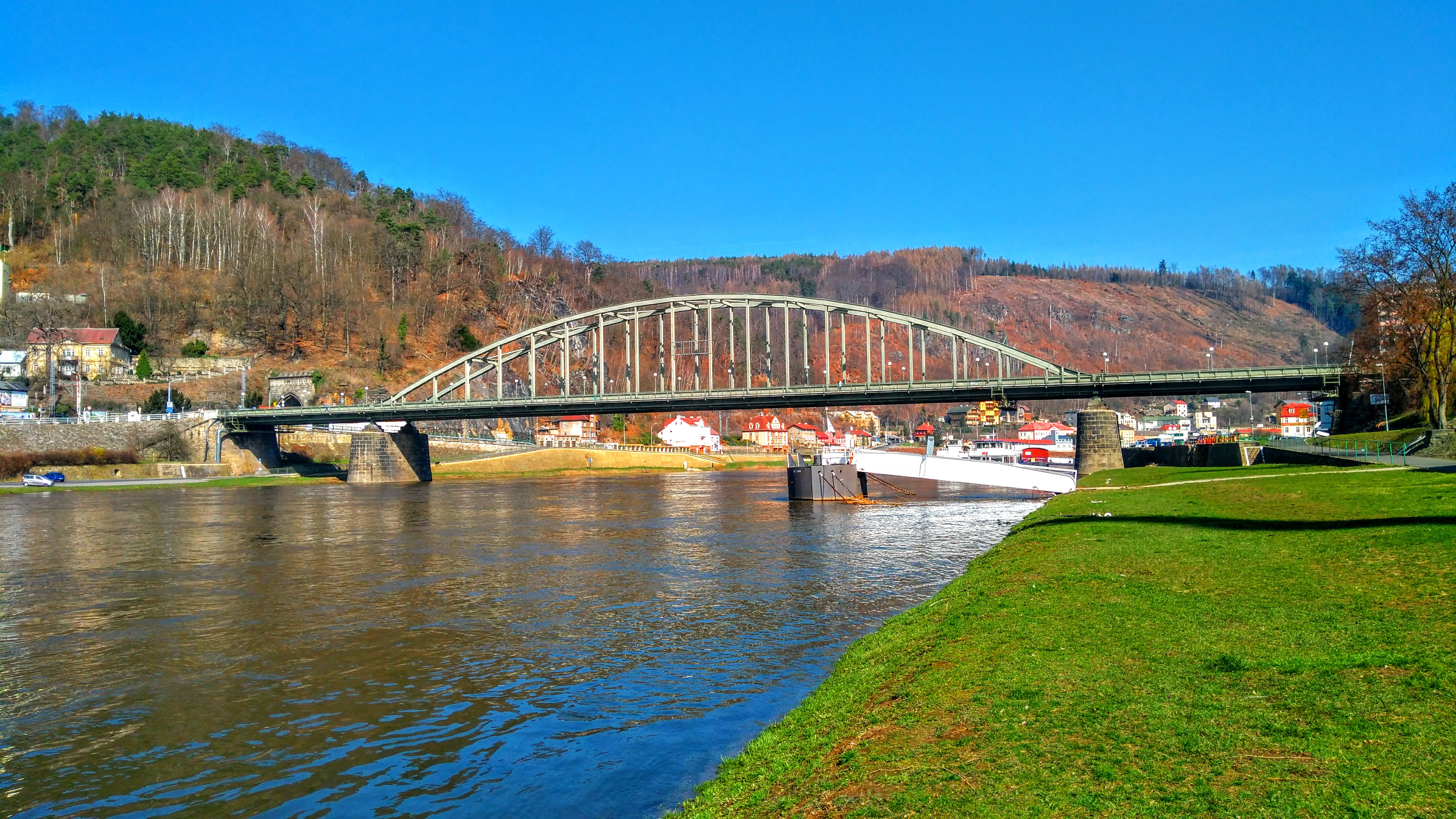
Pont de Tyrš

El pont Staroměstský ('Pont de la Ciutat Vella') data de 1574. Aquest pont de pedra va substituir un pont de pedra més antic, destruït durant les riuades de 1561. El pont està decorat per un grup d'escultures barrocs dels sants Vit, Venceslau i Joan de Nepomuk, creat per Michael Brokoff el 1714.
Ovčí můstek ('Pont de les ovelles') és un petit pont renaixentista de 1561. El pont està molt arquejat per protegir-lo de les inundacions.
El pont de Tyrš és un dels principals punts de referència de Děčín. Aquest pont d'acer va ser construït l'any 1933 al lloc de l'antic pont de l'Emperadriu Elisabeth, que ja no era apte per augmentar el trànsit. L'estructura d'acer està sostinguda per pilars modificats del pont original. El pont va rebre el seu nom en honor al nadiu local Miroslav Tyrš.

### Altres
Al riu Elba, prop de la riba esquerra, s'alça una pedra de la fam de basalt, que només és visible quan el nivell d'aigua és baix. És un dels monuments hidrològics més antics d'Europa Central. És un indicador de sequera a la regió. El registre llegible més antic del qual es verifica l'hora d'origen data de 1616.
La destinació turística més visitada de la ciutat és el Zoo de Děčín. Va ser fundada l'any 1948.

## Ciutats agermanades
Děčín està agermanat amb:
- Bełchatów, Polònia

- Jonava, Lituània

- Pirna, Alemanya

- Přerov,  República Txeca

- Ružomberok, Eslovaquia

## Galeria

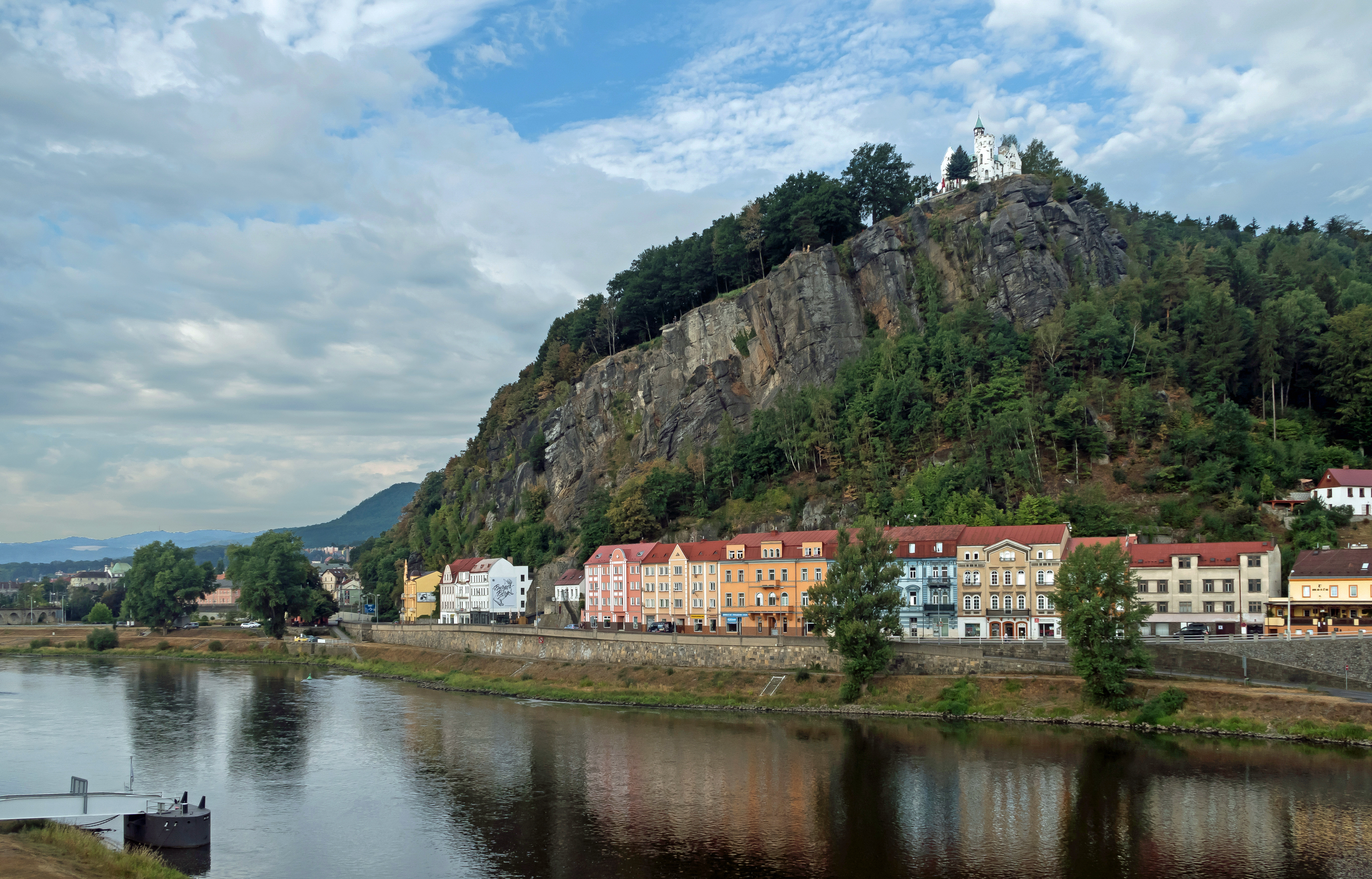
Ribera esquerra de l'Elba amb Pastýřská stěna
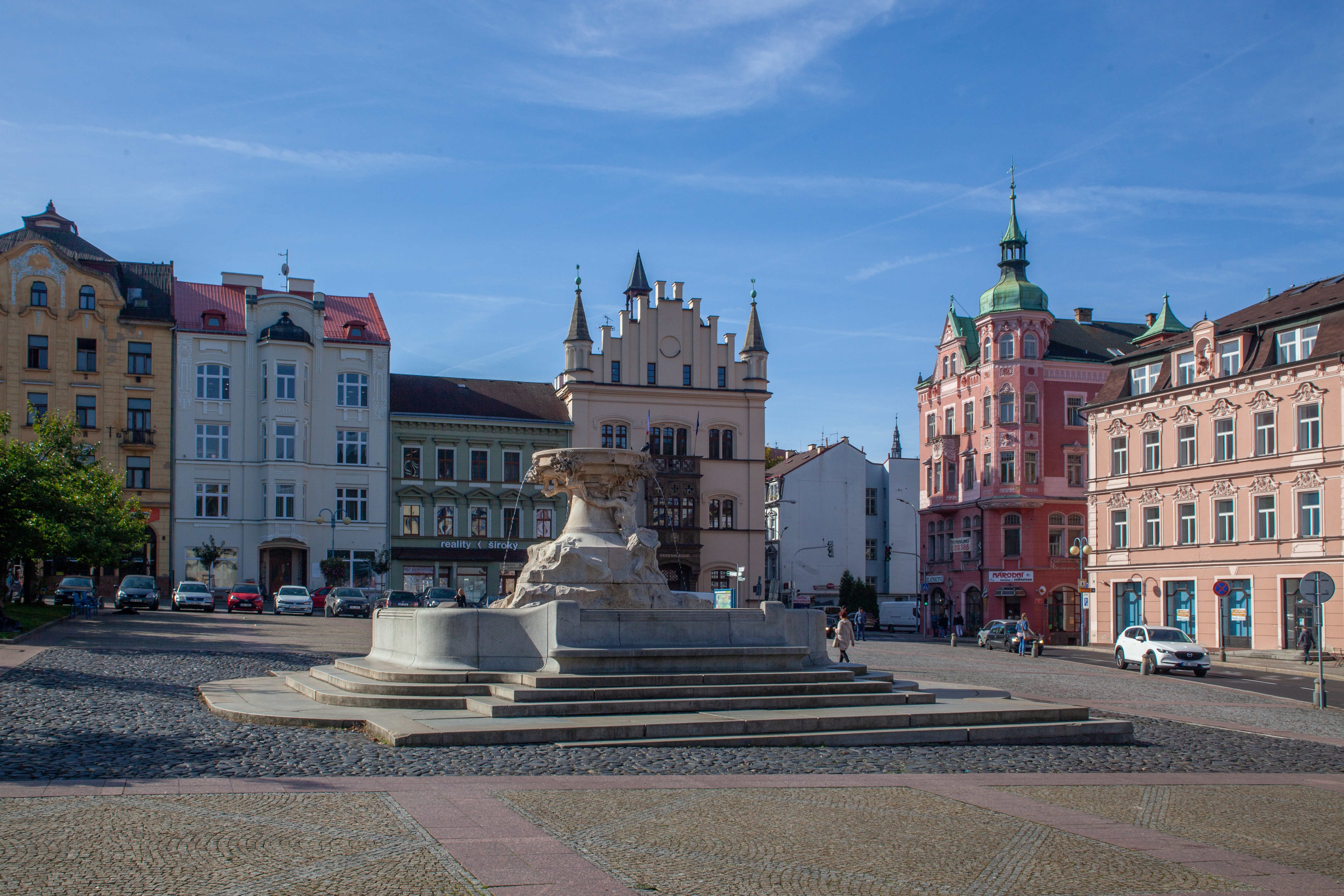
Plaça Masarykovo
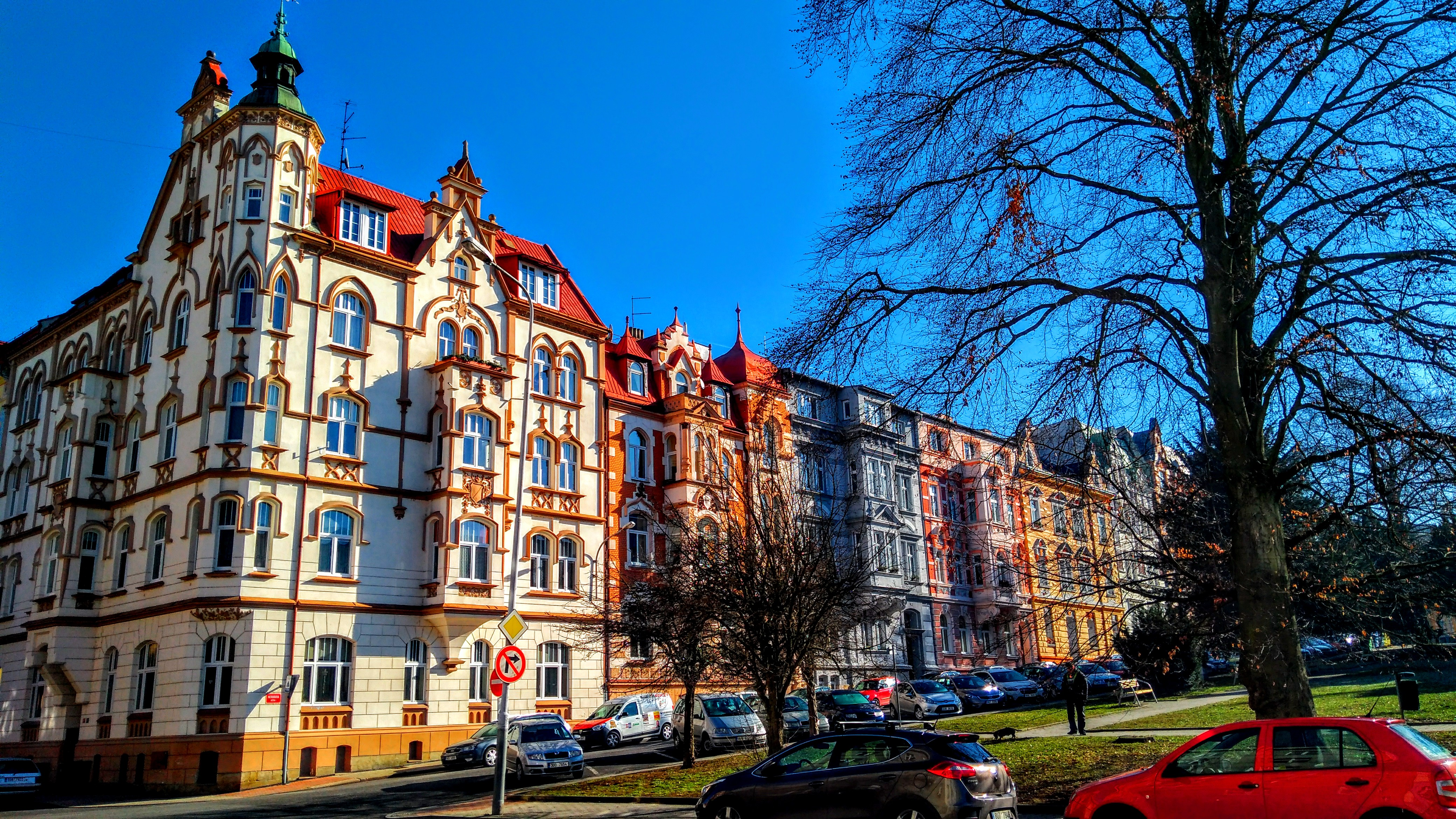
Carrer října 28
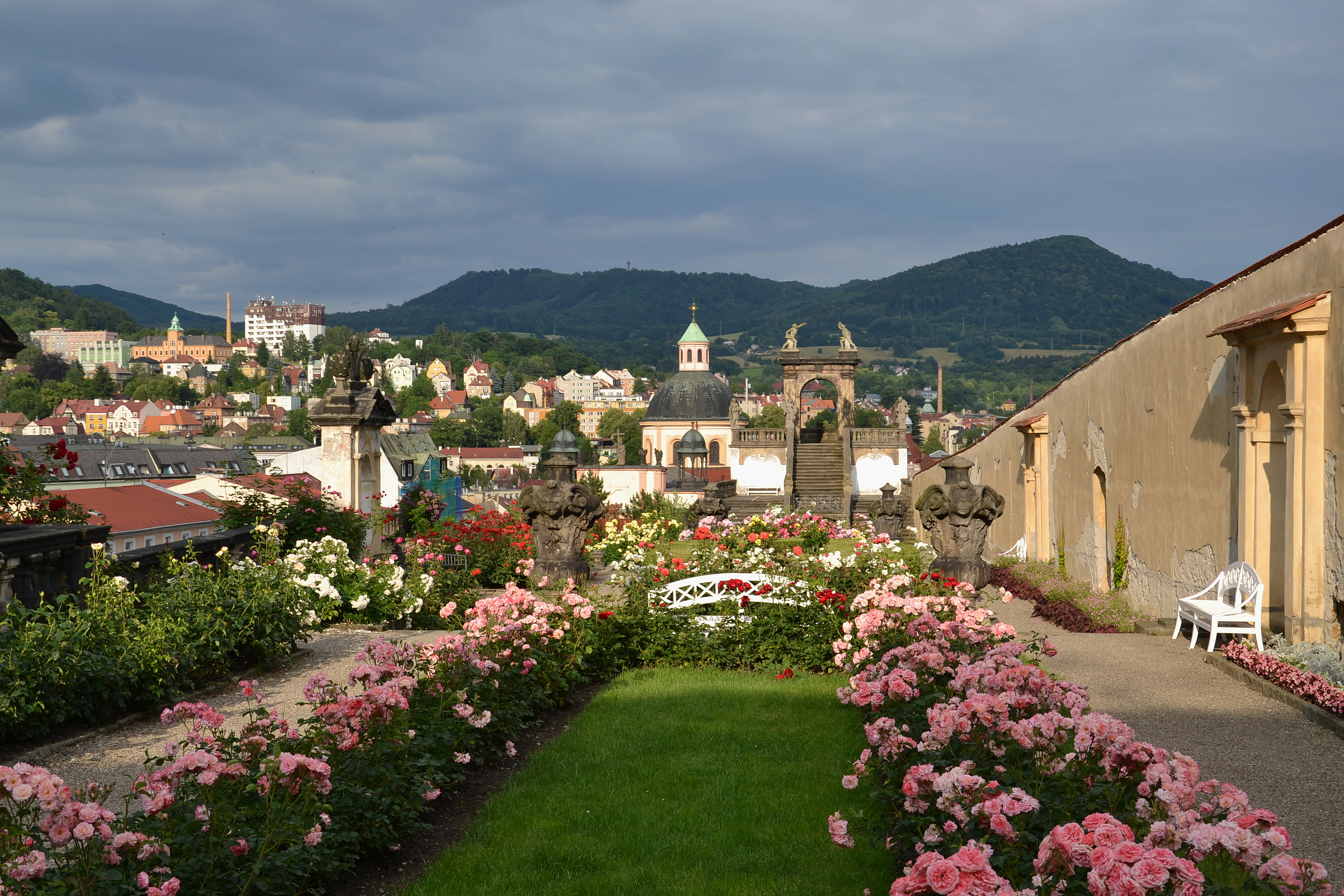
Roserar del castell de Děčín
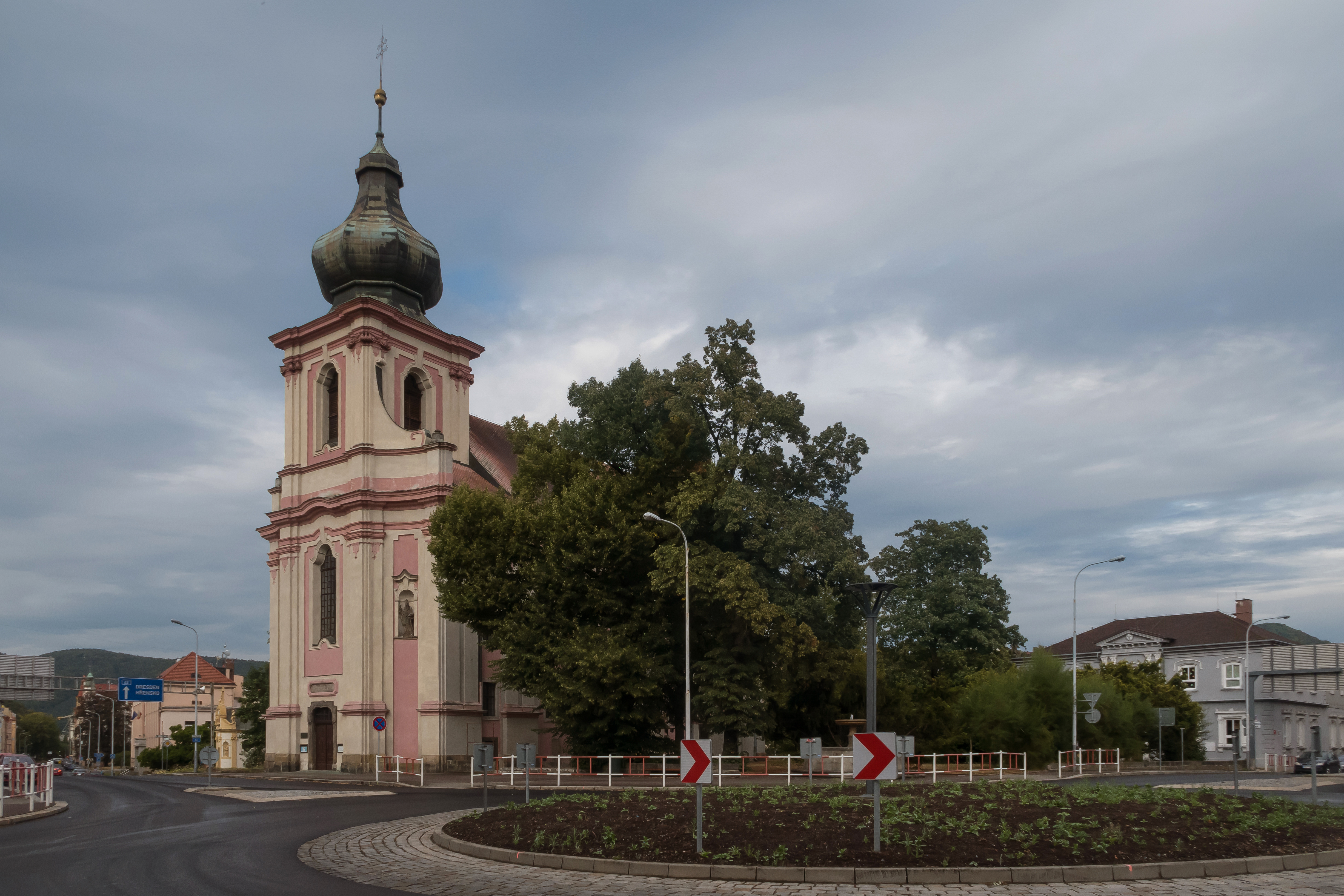
Església dels Sants Vencelau i Blai
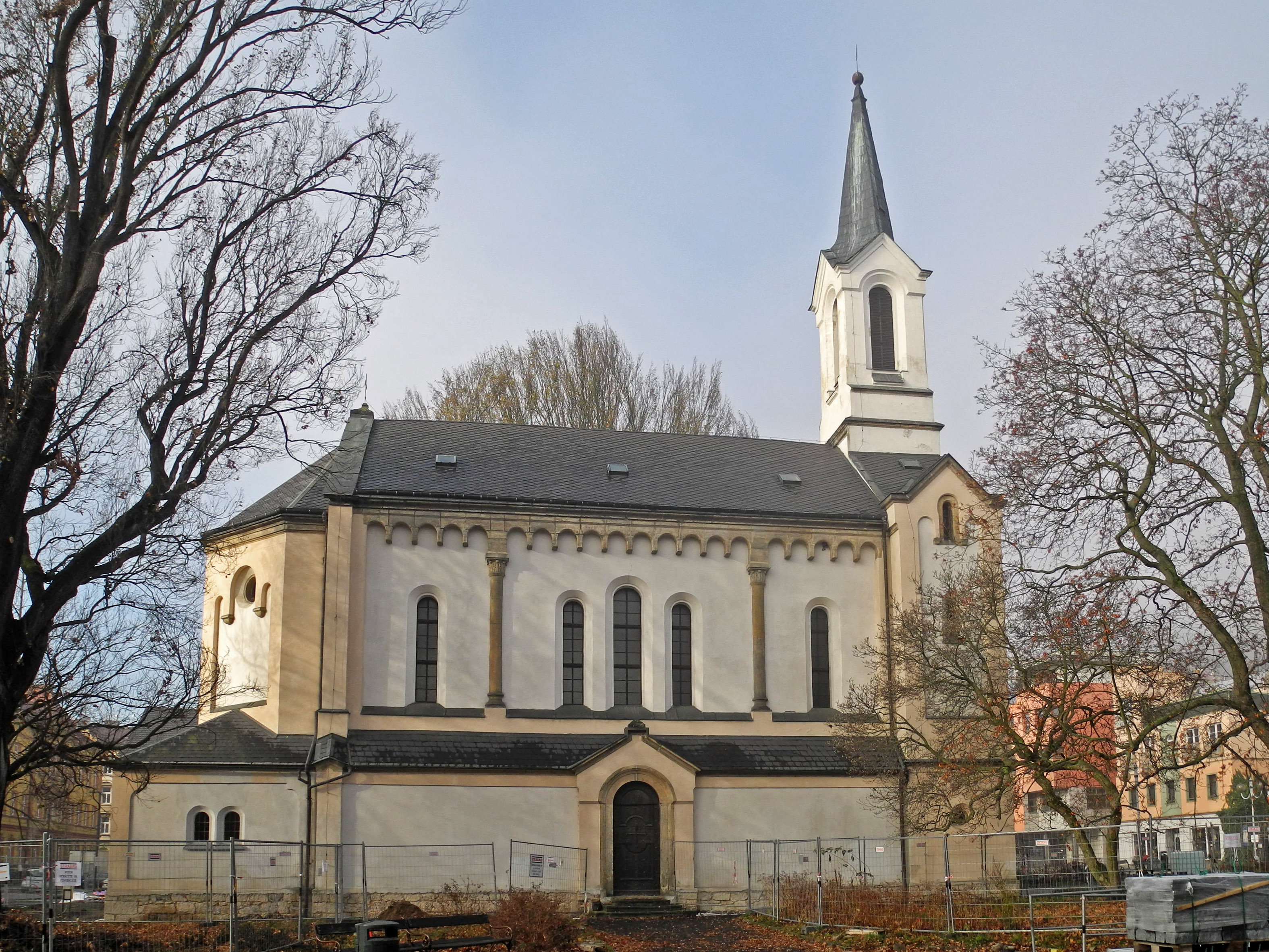
Església de Sant Francesc d'Assís
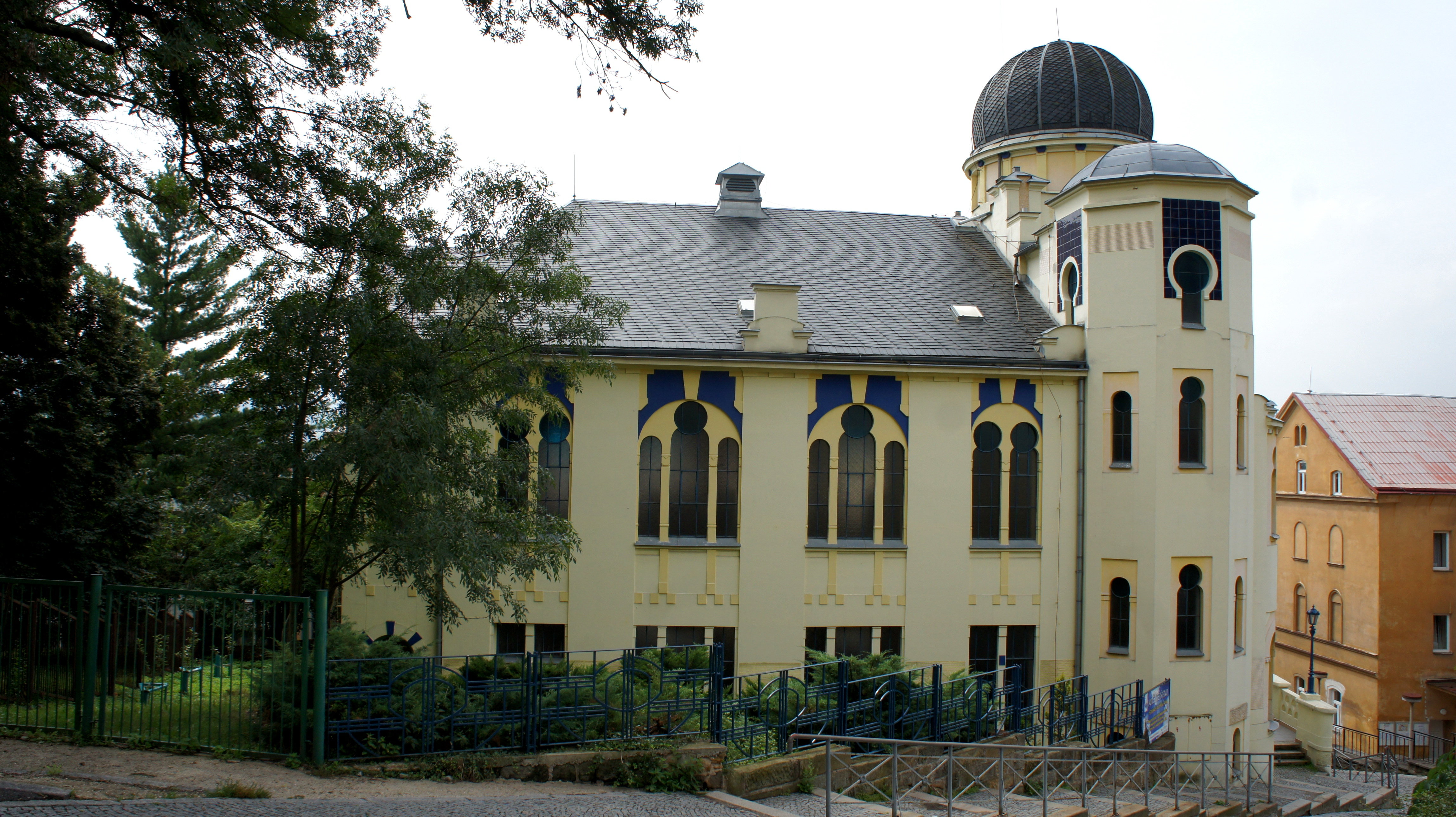
Antiga sinagoga